# Aa (planta)
Las Aa son un género de plantas de la familia Orchidaceae que cuenta con aproximadamente 25 especies.

## Etimología
Aparentemente, el nombre le fue puesto para aparecer siempre en primer lugar en los listados alfabéticos. Otra (controvertida) explicación es que Heinrich Gustav Reichenbach nombró este género por Pieter van der Aa, el impresor de Paradisus Batavus del botánico neerlandés Paul Hermann.

## Hábitat
Estas especies se encuentran en regiones montañosas, justo en el límite de altitud en el que la nieve permanece todo el año, creciendo en los Andes y en Costa Rica, así como junto a arroyuelos. 

## Descripción
Las alargadas inflorescencias nacen de la roseta basal de hojas, terminando en una pequeña flor blanca invertida con un labio orlado y en forma de capuchón en su extremo. La flor despide un fuerte olor que atrae a las moscas.

## Especies deAa
Existen más de 25 especies conocidas endémicas de los Andes. A menudo se las ha confundido con el género de orquídeas Altensteinia.
- Aa achalensis: (Argentina).
- Aa argyrolepis: (Colombia a Ecuador).
- Aa calceata: (Perú a Bolivia).
- Aa colombiana: (Colombia a Ecuador).
- Aa denticulata: (Colombia a Ecuador).
- Aa erosa: (Perú).
- Aa fiebrigii: (Bolivia).
- Aa filamentosa Mansf.
- Aa gymnandra: (Bolivia).
- Aa hartwegii: (Ecuador, Colombia y Venezuela).
- Aa hieronymi: (Argentina).
- Aa inaequalis: (Perú a Bolivia).
- Aa leucantha: (Colombia a Ecuador).
- Aa lorentzii: (Argentina).
- Aa macra: (Ecuador).
- Aa maderoi: (Venezuela, Colombia y Ecuador).
- Aa mandonii: (Perú a Bolivia).
- Aa matthewsii: (Perú).
- Aa microtidis: (Bolivia).
- Aa nervosa: (Chile).
- Aa paleacea: (Costa Rica a Bolivia).
- Aa riobambae: (Ecuador).
- Aa rosei: (Perú).
- Aa rostrata: (Ecuador).
- Aa schickendantzii: (Argentina).
- Aa sphaeroglossa: (Bolivia).
- Aa trilobulata: (Bolivia).
- Aa weddeliana: (Perú y al N.O de Argentina).